# Immunelektrophorese

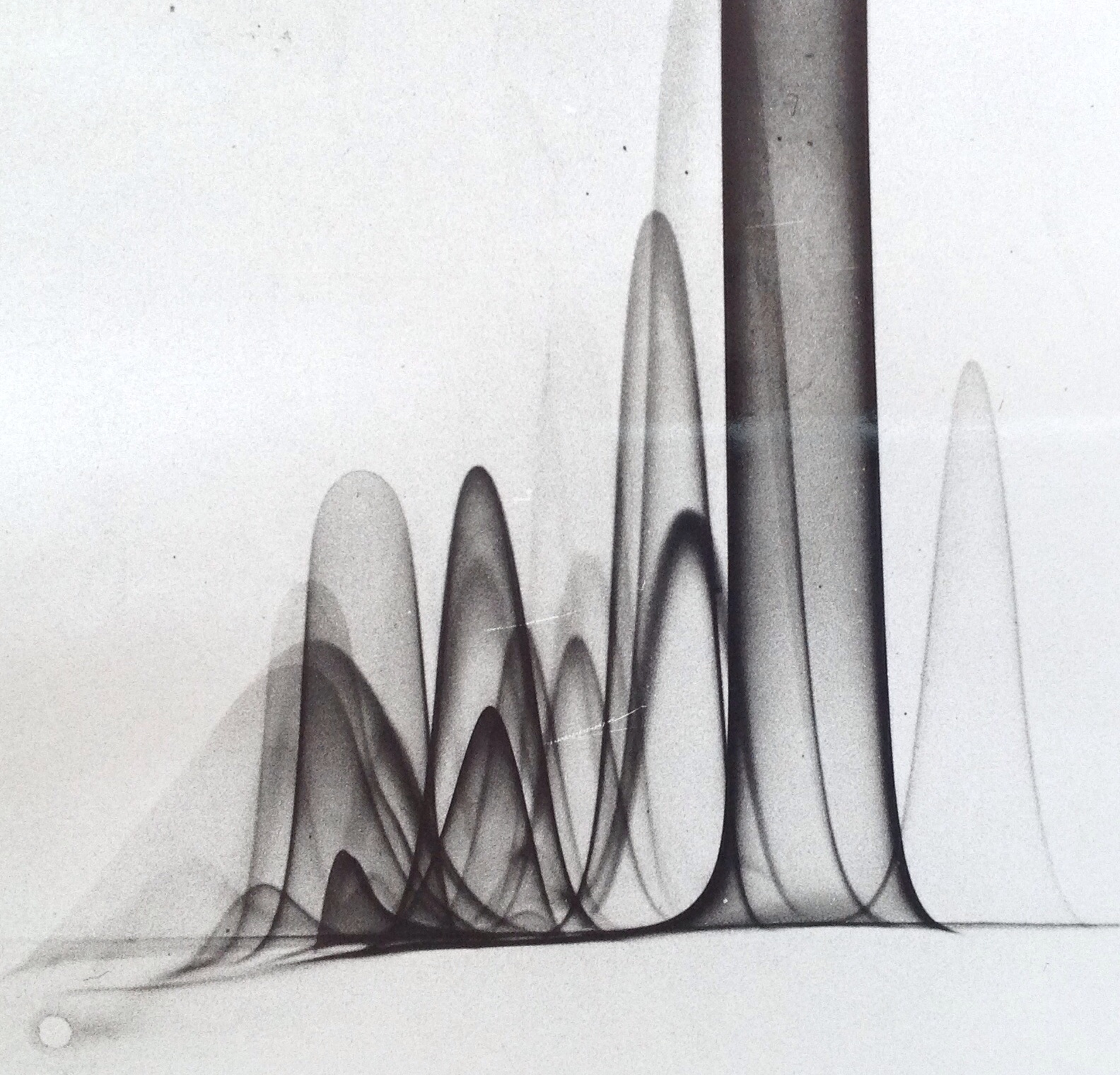
Gekreuzte 2D-Immunelektrophorese von humanen Serumproteinen mit Probenauftrag links unten. Die erste Dimension (horizontal unten) der Elektrophorese trennt ohne Antikörper, die zweite dagegen mit Antikörpern gegen humane Serumproteine.

Die Immunelektrophorese ist ein qualitatives Verfahren zum Nachweis von monoklonalen Antikörpern in der Labormedizin.

## Prinzip
Die Immunelektrophorese (Immunoelektrophorese) kombiniert zwei Methoden miteinander: die Serumelektrophorese
und die Immundiffusion. Auf einem Agarosegel, seltener auf einer Zelluloseacetatfolie wird zunächst das Patientenserum (resp. die zu untersuchende Probe von Antigenen) und ein Kontrollserum aufgetragen und elektrophoretisch aufgetrennt. Anschließend werden zwischen den beiden Trennlinien Antiseren, Essigsäure für die normale Elektrophorese, IgG, IgM, IgA, Kappa und Lambda aufgebracht. Dieses reagiert
mit den Antikörpern im Patientenserum bzw. Kontrollserum und bildet charakteristische
Präzipitationslinien. Je nach Art des verwendeten Antiserums, Lage und Form der Linien kann auf das vorhandene Immunglobulin mit den Leichtketten Kappa und Lambda geschlossen werden.
Wenn im geschilderten Beispiel nur eine Lambda-Bande zu sehen ist, können entweder freie Leichtketten von Antikörpern vorhanden sein, bei den selteneren IgE und IgD, muss ein weiterer Nachweis erbracht werden, um zu bestimmen, um welches der beiden Immunglobuline es sich handelt.
In Biochemie und Zellbiologie sind weitere, den untersuchten Substanzen angepasste Varianten in Gebrauch.

## Spezialmethoden

### Immundiffusions-Elektrophorese nach Grabar und Williams
Die Immundiffusions-Elektrophorese nach Pierre Grabar und Curtis Williams stellt eine Kombination zwischen Agarose-Gelelektrophorese der Proteine (Antigene) und einer Diffusion ihrer Antikörper dar. Nach der Agarose-Gelelektrophorese diffundieren die Antikörper, die in eingestanzten Rinnen eingeführt werden, gegen die Antigenbanden und bilden mit ihnen Präzipitatbögen (vergleichbar mit den  Präzipitationslinien).

### Rocket-Immunelektrophorese nach Laurell
Die Rocket-Immunelektrophorese nach Carl-Bertil Laurell (Universität Lund) stellt eine Elektrophorese von Proteinen (Antigen) in einem Agarosegel dar, das Antikörper in einer bestimmten Konzentration enthält. Der Puffer im Gel ist leicht basisch, damit nur die Antigene wandern können, da die meisten Antikörper sich bei einem leicht basischen pH-Wert an ihrem isoelektrischen Punkt befinden und sich daher elektrophoretisch nicht bewegen können. Zu Beginn der Rocket-Immunelektrophorese existiert ein Antigenüberschuss, der zur Bildung von löslichen Antigen-Antikörper-Komplexen führt. Im Laufe der Elektrophorese binden die Antigene zusätzliche Antikörper und bilden am Äquivalenzpunkt Immunpräzipitate. Diese ähneln raketenförmigen Figuren, deren Fläche (Höhe) proportional zur Antigenkonzentration ist. Zur Auswertung vermisst man lediglich die Höhe des Präzipitats.

## Indikation
Der Nachweis von monoklonalen Antikörpern durch die Immunelektrophorese hat vor allem Bedeutung in der Diagnostik des multiplen Myeloms oder des Morbus Waldenström, aber auch bei anderen Erkrankungen mit bösartiger Entartung von Abwehrzellen.